# Sibbaldia procumbens
Sibbaldia procumbens — вид трав'янистих рослин родини Розові (Rosaceae), поширений ув арктично-альпійських областях Європи й Північної Америки. Етимологія: лат. procumbens — «розпростертий».

## Морфологічна характеристика
Багаторічні трав'янисті рослини заввишки 3–10 (рідко 20) см. Кореневища деревні, короткі, розгалужені, покриті висушеними прилистками. Стебла червонуваті. Листя: в прикореневій розетки (іноді й на стеблі), трійчасті; прилистки 3–6 мм; черешки (0.5)1–9(12) см; листові фрагменти темно-зелені знизу й світло-зелені зверху, 0.5–2.5(3) × 0.2–1.5(2) мм, поверхні негусто притиснуто-волосисті. Квітконіжки 1–3(5) мм, як правило, дрібно залозисті. Квіти: 5 загострених зелених приквіток, які часто стають червонуватими з віком, від лінійних до вузьколанцетних, 1–3.5 мм, коротші чашолистків, рідко кошлатий або борознисті; 5 ширших зелених чашолистків, які часто стають червонуватими з віком, 2.5–5 мм; 5 крихітних (≈ 1 мм) жовтуватих пелюсток; пиляки 0.3–0.5 мм. Плоди — Сім'янки розвиваються в залишках чашолистків, від зеленувато-коричневого до темно-коричневого кольору, 1,2 × 1 мм, яйцеподібні, глянсові. 2n = 14.
Статеве розмноження насінням; дуже локальне вегетативне розмноження шляхом фрагментації кореневища. Маленькі квіти пристосовані до самозапилення і формують безліч насіння. Немає особливої адаптації до розсіювання.

## Поширення
Європа (Австрія, Німеччина, Польща, Словаччина, Швейцарія, Фінляндія, Ісландія, Норвегія [вкл. Шпіцберген], Швеція, Велика Британія, Болгарія, Італія, Македонія, Сербія, Словенія, Франція, Іспанія); Північна Америка (Ґренландія, Канада, США); Азія (Китай, Японія — Хонсю, Корея, Росія). Росте в тундровому й альпійському кліматі, де сніг залишається цілий рік, і на субальпійських гірських схилах. Населяє тундрові луки в западинах, кам'янисті мохові болота, береги потоків. Субстрат вапняний.
Іноді використовується як декоративна.

## Галерея

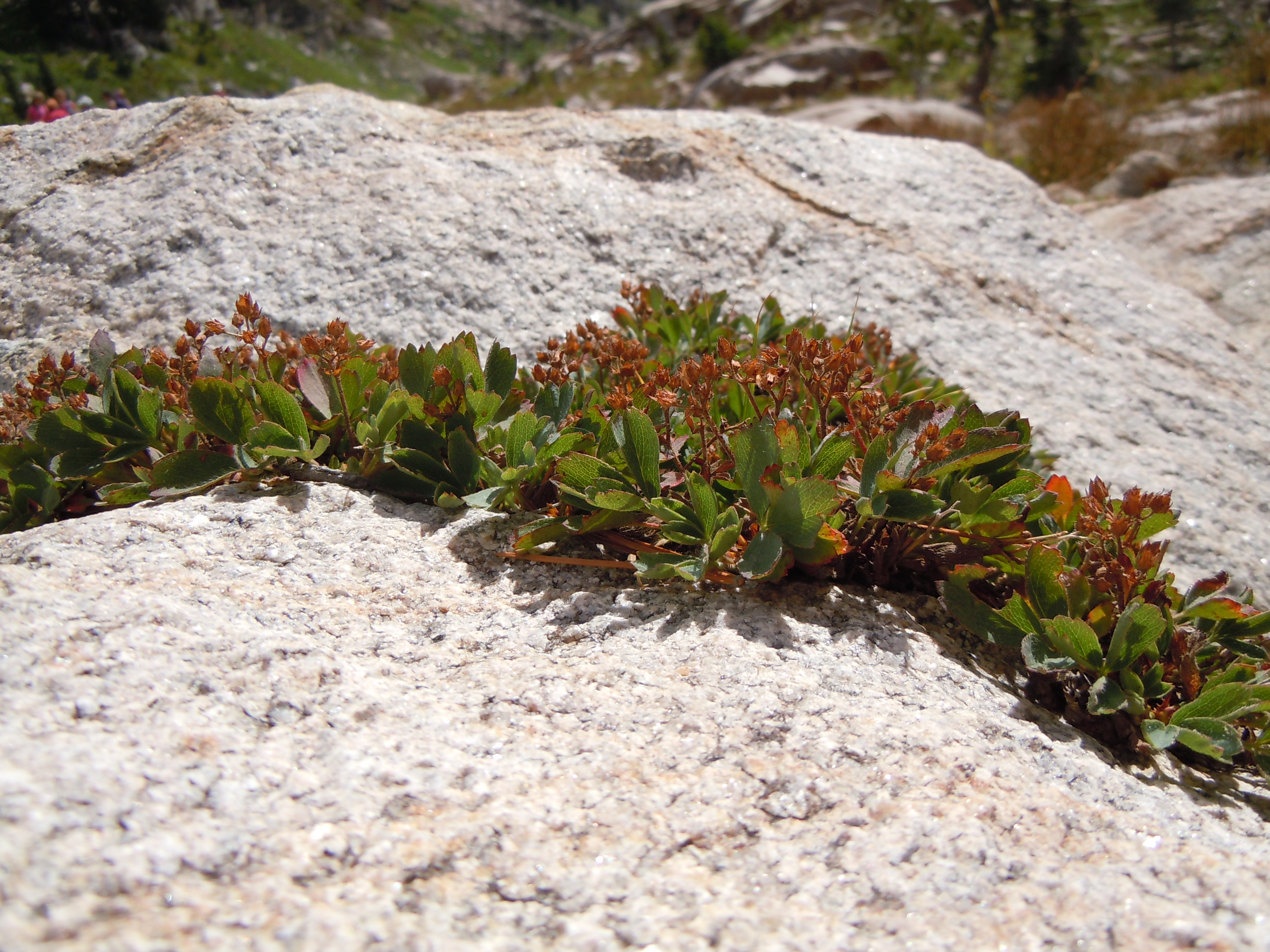
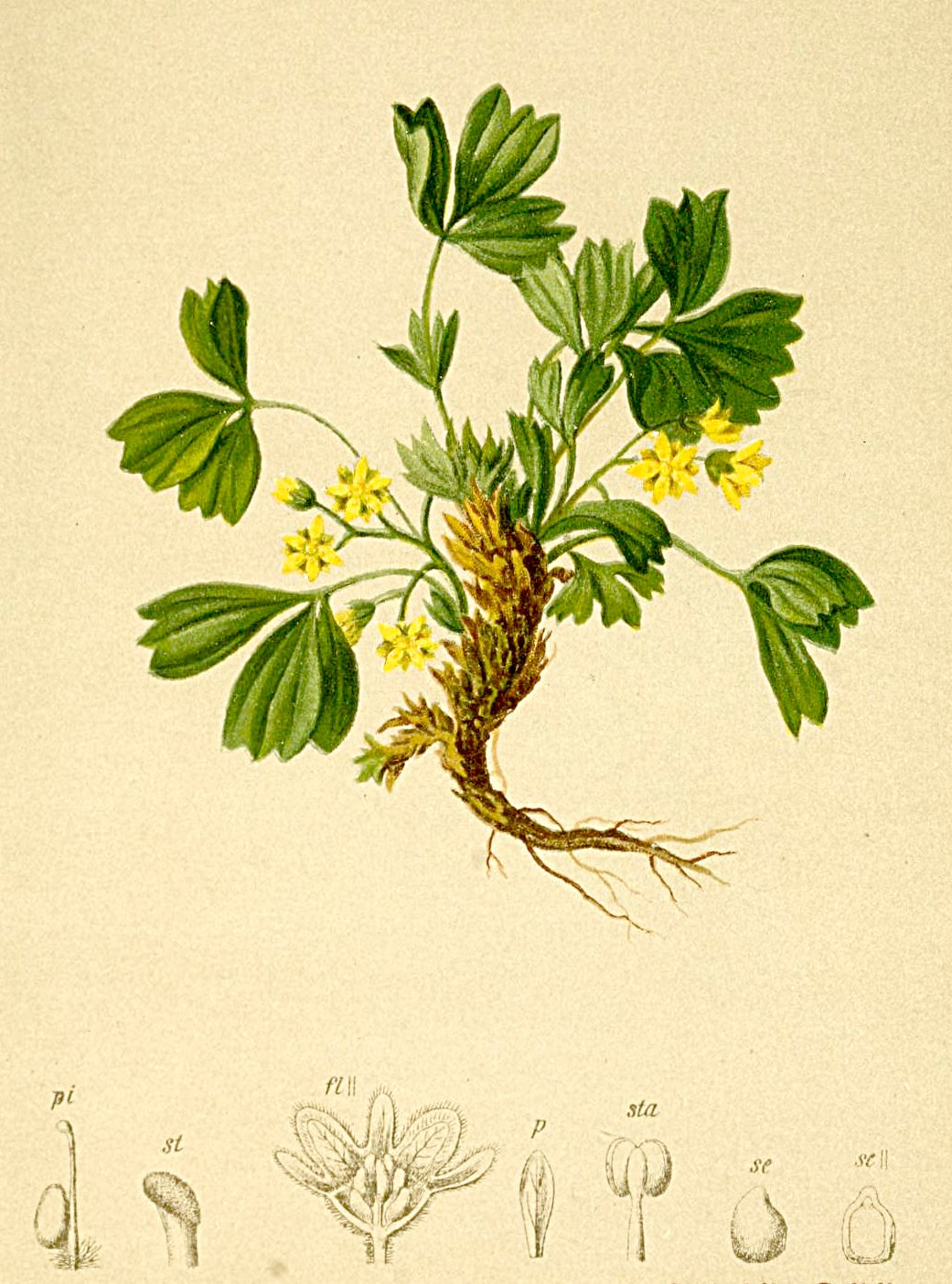